# Satur Ocampo
Saturnino Cunanan Ocampo (Santa Rita, 7 april 1939) is een Filipijns politicus, journalist en schrijver. Ocampo is president van de linkse politieke partij Bayan Muna en was van 2001 tot 2010 lid van het Huis van Afgevaardigden namens deze partij.

## Biografie
Ocampo werd geboren in de gemeente Santa Rite in de provincie Pampanga. Zijn ouders waren pachtboeren. Na het voltooien van zijn middelbareschoolopleiding aan het Santa Rita Institute studeerde hij aan het Philippine College of Commerce en journalistiek aan Lyceum of the Philippines. Om in zijn levensonderhoud te voorzien had hij naast zijn studie diverse bijbaantjes. Na zijn studie werkte hij vanaf 1963 als journalist bij de Manila Times. De eerste twee jaar deed hij de politieberichten. Daarna schreef hij tot 1970 over het economisch en zakelijk nieuws. Van 1970 tot 1972 was hij bovendien assistent redacteur economie. Toen de krant in 1972 na het uitroepen van de staat van beleg door president Ferdinand Marcos werd gesloten, werd hij actief in ondergrondse verzetsbewegingen tegen Marcos. In 1973 was hij een van de oprichters van het National Democratic Front (NDF). De doelstelling van deze organisatie was het verenigen van de diverse anti-Marcos bewegingen. In 1976 werd Ocampo gearresteerd en gemarteld. Negen jaar lang zat hij gevangen in diverse gevangenissen. Tijdens zijn gevangenschap leidde hij diverse protestacties tegen de inhumane behandeling van gevangenen. Hij werd door een militaire rechtbank berecht, maar er volgde geen veroordeling. In 1985 ontsnapte hij uit de gevangenis.
In 1986 werd Marcos gedwongen te vluchten naar de Verenigde Staten na de geweldloze EDSA-revolutie. De nieuwe regering onder leiding van Corazon Aquino begon vredesbesprekingen met het NDF en Ocampo leidde de NDF-delegatie bij de onderhandelingen. De besprekingen liepen echter niets uit. In 1989 werd hij opnieuw gearresteerd samen met zijn vrouw. Ze werden aangeklaagd voor moord, ontvoering en illegaal wapenbezit met als doel een opstand tegen de regering. In 1992 werd hij, een jaar na zijn vrouw, en zonder veroordeling weer vrijgelaten. Na zijn vrijlating werkte hij enkele jaren voor mensenrechtenorganisatie en schreef hij columns en commentaar in enkele Filipijnse kranten zoals de Philippine News, Diarion Uno, de Pinoy Gazette en Sunstar Manila.
In 1999 werd Ocampo gekozen tot eerste voorzitter van de nieuwe opgerichte links-georiënteerde politieke partij Bayan Muna. Bij de eerstvolgende verkiezingen in 2001 was hij bovendien de belangrijkste kandidaat van de partij voor een zetel in het Filipijnse Huis van Afgevaardigden. Bayan Muna won 11,7% van alle stemmen op partij-lijstpartijen en was daarmee de meeste gekozen partij. De drie zetels die de partij daarmee veroverde gingen naar Crispin Beltran, Liza Maza en Ocampo. Bij de verkiezingen van 2004 en die van 2007 werd hij herkozen. Ocampo was in het Huis van Afgevaardigden initiator van diverse wetten, veelal op het gebied van de mensenrechten. Zo was hij de belangrijkste auteur van de wet die de doodstraf in de Filipijnen afschafte. Daarnaast was hij onder andere auteur van de wet tegen martelingen en verdwijningen, een wet die militaire commandanten verantwoordelijk maakt voor strafbare feiten gepleegd door hun ondergeschikten en een wet die de compensatie voor slachtoffers van Ferdinand Marcos regelde.
Bij de verkiezingen van 2010 deed hij mee aan de verkiezingen voor de Filipijnse Senaat. Hij kreeg echter onvoldoende stemmen voor een plek bij de eerste twaalf, die recht gaven op een Senaatszetel. Na deze verkiezingsnederlaag begon Ocampo met een wekelijkse column in The Philippine Star, onder de naam "At Ground Level".